# Caroline Adam Bay
Caroline Adam Bay (* 1994 in Magdeburg) ist eine deutsche Theater und Filmschauspielerin.

## Leben
Caroline Adam Bay studierte von 2016 bis 2020 Schauspiel am Mozarteum in Salzburg. Seit 2019 spielt sie am Düsseldorfer Schauspielhaus die Rollen der Julie in Dantons Tod, Regie: Armin Petras, und Bridget in der deutschsprachigen Erstaufführung von Penelope Skinners „Linda“, Regie: Marius von Mayenburg.
Ihr Filmdebüt hat sie 2021 in Fabian oder Der Gang vor die Hunde von Regisseur Dominik Graf. Außerdem arbeitet sie als Sprecherin.

## Filmografie
- 2021: Fabian oder Der Gang vor die Hunde
- 2024: Spreewaldkrimi – Böses muss mit Bösem enden

## Theater
- Theater Magdeburg (2012) – Floß der Medusa, Kind, R: Bastian Reiber
- Theater Magdeburg (2012-2013) – Dreigroschenoper, Prostituierte/Polizistin, R: Jan Jochymski
- Theater im KunstQuartier (2017) – Save Places, Ensemble, R: Volker Lösch
- Salzburger Landestheater (2018) – Cardilac, Model, R: Amélie Niermeyer
- Theater im KunstQuartier (2018) – Die Gewehre der Frau Carrar, Frau Carrar, R: Milena Mönch
- BAT – Studiotheater Berlin (2018) – Der König von Camelot, Merlin, Wart, Kay, R:Sarah Claire Wray
- Deutsches Theater Berlin / Theater im KunstQuartier (2019) – Mitwisser, Mitwisser, R: Mareike Mikat
- Düsseldorfer Schauspielhaus (2019) Dantons Tod, Julie, R: Armin Petras
- Düsseldorfer Schauspielhaus (2019) Linda, Bridget, R: Marius von Mayenburg